# 张家集土改纪念室
张家集土改纪念室，位于山东省滨州市阳信县河流乡张家集，是中华人民共和国山东省文物保护单位之一。
1977年12月23日，授予山东省文物保护单位，是一座革命遗址及革命纪念建筑物。